# توماس ك. براون (سياسي)
توماس ك. براون (بالإنجليزية: Thomas C. Browne)‏ هو قاضي وسياسي أمريكي، ولد في 1794، وتوفي في 1858.